# Cryphoeca
Cryphoeca es un género de arañas araneomorfas de la familia Hahniidae. Se encuentra en la zona holártica.

## Lista de especies
Según The World Spider Catalog 12.0:
- Cryphoeca angularis Saito, 1934
- Cryphoeca brignolii Thaler, 1980
- Cryphoeca carpathica Herman, 1879
- Cryphoeca exlineae Roth, 1988
- Cryphoeca lichenum L. Koch, 1876
- Cryphoeca montana Emerton, 1909
- Cryphoeca nivalis Schenkel, 1919
- Cryphoeca pirini (Drensky, 1921)
- Cryphoeca shingoi Ono, 2007
- Cryphoeca shinkaii Ono, 2007
- Cryphoeca silvicola (C. L. Koch, 1834)
- Cryphoeca thaleri Wunderlich, 1995